# 雨の日には車をみがいて
『雨の日には車をみがいて』（あめのひにはくるまをみがいて）は、1988年6月に角川書店より単行本として刊行された五木寛之の小説。
9台の車と9人の女性を巡る9つの短編小説で構成されている。

## 概要
放送作家の卵で車好きのぼくが出会う車（輸入車）と女性たち。
ぼくは年を重ね、キャリアアップしながら、さまざまな魅力的な車や女性との出会いと別れを繰り返していく。
各話で登場する女性たちは主人公ぼくに関連するヒロインで、必ずしもぼくの恋人ではなく、ドライブ先でたまたま出会った少女だったり、友人であったりする。
作中では、各話で登場する車についての様々なトリビアも紹介されている。
「さまざまな車に思いをよせる友、そして未知の異性との出会いを夢見るすべての読者に、この本を捧げる」と著者からコメントがつけられている。

## 構成
全9話から構成されており、基本的に主人公であるぼくの年齢順の話になっている。
第1話　たそがれ色のシムカ
搭乗車は、シムカ1000。1966年の夏から話が始まる。
第2話　アルファ・ロメオの月
搭乗車は、アルファ・ロメオ・ジュリエッタ・スパイダー。ぼくは20代後半となっている。
第3話　アマゾンにもう一度
搭乗車は、白いボルボ122S・アマゾン。1960年代後半。
第4話　バイエルンからきた貴婦人
搭乗車は、BMW2000CS。1970年夏の話となっている。
第5話　翼よ！　あれがパリの灯りだ
搭乗車は、シトローエン2CV。1960年代後半の話（同時期にBMW2000CSも所有している）。
第6話　ビッグ・キャットはしなやかに
搭乗車は、ジャグヮーXJ6（ただし、主人公の所有車ではない）。
第7話　怪物グロッサーの孫娘
搭乗車は、メルツェデス・ベンツ300SEL6.3。1970年代の半ば。
第8話　時をパスするもの
搭乗車は、ポルシェ911S。1970年代の半ば。
第9話　白樺のエンブレム
サーブ96Sがストーリーの軸として登場する。1987年の夏。

## 登場人物
江上 浩一（えがみ こういち）
主人公、ぼく。江上浩一は＜構成作家＞としてのペンネームで、第2話から使用している。第１話では、放送作家の卵。第３話では、テレビ番組の主題歌やCMソングの歌詞なども手掛けている。第7話では、音楽番組の構成をしていることが示唆されており、作詞家と放送作家、CMライターの三本立てで順調な仕事ぶりであることがうかがえる。第９話では、TVやコマーシャルの仕事から足を洗い、ルポ・ライターをしている。車好きであり、運転免許をとったばかりにもかかわらず、輸入車のオーナーとなる。
火見 瑤子（ひみ ようこ）
第1話のヒロイン。ひとこと多いタイプだが、歯に衣着せぬ物言いで名フレーズも吐く。フランス語やパントマイムを習い、発声のトレーニングを受けて、芸能界デビューを狙っている。ぼくから錦原を紹介してもらう。ぼくの女友達だが、ぼくは彼女に夢中になっている。雨の日に新品の白いハイヒールを履いてきたことについて「雨の日だからこそ新しい靴をはくのよ」と言い、「車は雨の日にこそみがくものだわ」と続ける。
錦原 良策
音楽業界では＜天皇＞と言われている権力者の大物プロデューサー。業界人からは「キンバラさん」と呼ばれている。50歳を超えている。マスタングに乗っている。
秋野 晶子（あきの しょうこ）
第2話のヒロイン。22歳。音楽大学の学生で、川西晃に個人レッスンを受けている。どこかつかみどころのない不思議な雰囲気を持つ。スピード狂。
川西 晃（かわにし あきら）
映画音楽の仕事でも知られている有名な作曲家。40過ぎ。イタリア車にしか興味のない、生粋のアルファ・ロメオ党。ぼくに秋野晶子を紹介する。
赤いボルボの少女
第3話のヒロイン。名前不明、年齢不詳の謎の女性。赤いボルボ122S・アマゾンに乗って登場する。非常に小柄で幼い顔立ちのため中学生にも見えるが、喋り方や話の内容、態度などからはとても子供には見えない。
朝霞 圭子（あさか けいこ）
第4話のヒロイン。28歳。自宅で趣味的に手芸を教えている。日本人離れした独特の歯並びを持っている。品が良く、控え目な、しとやかな物腰の女性なのだが……
K
ぼくの先輩の翻訳家。ぼくへBMW2000CSを良心的な価格で譲る。
アヤ
第5話のヒロイン。紺のダッフルコートを着た、目の大きな少女。和子からは「アヤちゃん」と呼ばれている。雪のため乗っていた車が立ち往生していたところを2CVで通りかかったぼくと出会う。ぼくの2CVで送ってもらい、はしゃぐのだが……
和子
アヤの保護者的な立場の年上の女性。灰色のオーバーコートを着ている。アヤからは「和子ねえさん」と呼ばれている。ぼくの2CVにアヤとともに乗せてもらう。
高沢 麻智子（たかさわ まちこ）
第6話のヒロイン。R大学の女子学生で、父親は不動産会社のオーナー。ぼくに卒業論文の代作を依頼する。やがて、ぼくと付き合うことになる。物静かでおっとりとした、いい性格の娘なのだが……
水森 由布子（ゆうこ）
第7話のヒロイン。銀座のクラブ「ユニコーン」のホステス。19歳。かすかに北陸の訛りが感じられる、整った顔立ちで、おとなしそうな娘。Rを通じて、ぼくに会いたいと言ってくる。
R
ラジオ局の営業マンで、ぼくの高校時代の友人。ぼくと由布子を引き合わせる。
美佐子
銀座のクラブ「ユニコーン」の副（ちい）ママ。
彼女
第8話のヒロイン。名前は不明。カメラマン。濃い眉としっかりとした輪郭の顔立ちの女性。独断的でわがまま、はっきりとものを言うきつい性格の自信家。結婚を意識して、ぼくと同棲する。車に対する理解は低い。
石森 翔子（いしもり しょうこ）
第9話のヒロイン。TV取材班のディレクター。40歳と6か月。小柄で痩せた体型。ぼくから、大切な友人と思われている。
早田
TV取材班のカメラマン。